# Карлос Сальседо
Карлос Сальседо (ісп. Carlos Salcedo, нар. 29 вересня 1993, Гвадалахара) — мексиканський футболіст, захисник клубу «УАНЛ Тигрес» та національної збірної Мексики.

## Клубна кар'єра
Народився 29 вересня 1993 року в місті Гвадалахара. Вихованець юнацької команди «Гвадалахара». У 2008 році він покинув рідне місто і деякий час грав за молодіжні команди «УАНЛ Тигрес» і американський «Реал Солт-Лейк». 5 травня 2013 року в матчі проти канадського «Ванкувер Вайткепс» Карлос дебютував у МЛС. У тому ж році Сальседо став фіналістом Кубка MLS і Кубка Ламара Ганта. 20 вересня 2014 року в поєдинку проти «Колорадо Репідз» він забив свій перший гол за «Реал». Всього мексиканець провів два сезони за американський клуб, взявши участь у 29 матчах чемпіонату.
На початку 2015 року Карлос повернувся до Мексики, підписавши контракт з рідною «Гвадалахарою». 19 січня в матчі проти «УНАМ Пумас» він дебютував у мексиканській Прімері. 2 березня в поєдинку проти «Монтеррея» Сальседо забив свій перший гол за команду. Наразі встиг відіграти за команду з Гвадалахари 63 матчі в національному чемпіонаті і допоміг клубу виграти Кубок Мексики у 2015 році (Апертура) та Суперкубок MX у 2016.
Влітку 2016 року Карлос на правах оренди перейшов у італійську «Фіорентину». 25 вересня в матчі проти « Мілану» він дебютував у італійській Серії A, втім основним гравцем у клубі так і не став. 
Влітку 2017 року Сальседо був відданий в оренду з можливістю викупу у франкфуртський «Айнтрахт». 9 вересня в матчі проти менхенгладбахської «Боруссії» він дебютував у Бундеслізі. За підсумками сезону Карлос допоміг клубу виграти Кубок Німеччини. Після цього 14 травня 2018 року німецький клуб підписав повноцінний чотирирічний контракт з гравцем.
2019 року повернувся на батьківщину, ставши гравцем «УАНЛ Тигрес».

## Виступи за збірні
Виступав за юнацькі збірні Мексики до 21 та 23 років. 2016 року захищав кольори олімпійської збірної Мексики на Олімпійських іграх 2016 року в Ріо-де-Жанейро. На турнірі він зіграв у всіх трьох матчах, а у поєдинку проти Фіджі Сальседо забив гол, тим не менш його збірна не вийшла з групи.
16 квітня 2015 року дебютував в офіційних іграх у складі національної збірної Мексики в товариському матчі проти збірної США.. 
У складі збірної був учасником розіграшу Кубка Америки 2015 року у Чилі. На турнірі він зіграв лише у матчі проти збірної Чилі (3:3).
У 2017 році Сальседо взяв участь у Кубку конфедерацій в Росії. На турнірі він зіграв у матчах проти команд Нової Зеландії та Португалії, зайнявши з командою 4 місце на турнірі.
Наступного року поїхав з командою на чемпіонат світу 2018 року у Росії.
А ще за рік був учасником Золотого кубка КОНКАКАФ 2019, де здобув титул чемпіона Північної Америки.
Наразі провів у формі головної команди країни 35 матчів.
| Дата       | Місто            | Господарі          | Результат             | Гості             | Турнір                            | Голи | Примітки  |
| ---------- | ---------------- | ------------------ | --------------------- | ----------------- | --------------------------------- | ---- | --------- |
| 16-4-2015  | Аламодом         | США                | 2 – 0                 | Мексика           | товариський матч                  | -    | 46'       |
| 31-5-2015  | Тустла-Ґутьєррес | Мексика            | 3 – 0                 | Гватемала         | товариський матч                  | -    | 60'       |
| 7-6-2015   | Сан-Паулу        | Бразилія           | 2 – 0                 | Мексика           | товариський матч                  | -    | 46'       |
| 16-6-2015  | Сантьяго         | Чилі               | 3 – 3                 | Мексика           | Копа Америка 2015 - 1-й етап      | -    | 71'       |
| 11-2-2016  | Маямі            | Мексика            | 2 – 0                 | Сербія            | товариський матч                  | -    | 46'       |
| 11-11-2016 | Нью-Йорк         | США                | 1 – 2                 | Мексика           | Відбір до ЧС 2018                 | -    | 28' 90+3' |
| 25-3-2017  | Мехіко           | Мексика            | 2 – 0                 | Коста-Рика        | Відбір до ЧС 2018                 | -    |           |
| 29-3-2017  | Порт-оф-Спейн    | Тринідад і Тобаго  | 0 – 1                 | Мексика           | Відбір до ЧС 2018                 | -    | 62' 68'   |
| 2-6-2017   | Іст-Ратерфорд    | Мексика            | 3 – 1                 | Ірландія          | товариський матч                  | -    | 21' 46'   |
| 9-6-2017   | Мехіко           | Мексика            | 3 – 0                 | Гондурас          | Відбір до ЧС 2018                 | -    | 54'       |
| 12-6-2017  | Мехіко           | Мексика            | 1 – 1                 | США               | Відбір до ЧС 2018                 | -    |           |
| 18-6-2017  | Казань           | Португалія         | 2 – 2                 | Мексика           | Кубок Конфедерацій                | -    | 67'       |
| 21-6-2017  | Сочі             | Мексика            | 2 – 1                 | Нова Зеландія     | Кубок Конфедерацій                | -    | 33'       |
| 6-10-2017  | Сан-Луїс-Потосі  | Мексика            | 3 – 1                 | Тринідад і Тобаго | Відбір до ЧС 2018                 | -    |           |
| 10-11-2017 | Брюссель         | Бельгія            | 3 – 3                 | Мексика           | товариський матч                  | -    |           |
| 13-11-2017 | Гданськ          | Польща             | 0 – 1                 | Мексика           | товариський матч                  | -    | 46'       |
| 23-3-2018  | Санта-Клара      | Мексика            | 3 – 0                 | Ісландія          | товариський матч                  | -    |           |
| 27-3-2018  | Арлінгтон        | Мексика            | 0 – 1                 | Хорватія          | товариський матч                  | -    | 67'       |
| 29-5-2018  | Пасадена         | Мексика            | 0 – 0                 | Уельс             | товариський матч                  | -    | 46'       |
| 3-6-2017   | Мехіко           | Мексика            | 1 – 0                 | Шотландія         | товариський матч                  | -    | 46'       |
| 9-6-2018   | Брондбю          | Данія              | 2 – 0                 | Мексика           | товариський матч                  | -    |           |
| 17-6-2018  | Москва           | Німеччина          | 0 – 1                 | Мексика           | ЧС 2018 - 1-й етап                | -    |           |
| 23-6-2018  | Ростов-на-Дону   | Південна Корея     | 1 – 2                 | Мексика           | ЧС 2018 - 1-й етап                | -    |           |
| 27-6-2018  | Москва           | Мексика            | 0 – 3                 | Швеція            | ЧС 2018 - 1-й етап                | -    |           |
| 2-7-2018   | Самара           | Бразилія           | 2 – 0                 | Мексика           | ЧС 2018 - 1/8 фіналу              | -    | 77'       |
| 23-3-2019  | Сан-Дієго        | Мексика            | 3 – 1                 | Чилі              | товариський матч                  | -    |           |
| 10-6-2019  | Арлінгтон        | Мексика            | 3 – 2                 | Еквадор           | товариський матч                  | -    | 35'       |
| 16-6-2019  | Пасадена         | Мексика            | 7 – 0                 | Куба              | Кубок КОНКАКАФ 2019 - 1-й етап    | -    | 65'       |
| 23-6-2019  | Шарлотт          | Мартиніка          | 2 – 3                 | Мексика           | Кубок КОНКАКАФ 2019 - 1-й етап    | -    |           |
| 29-6-2019  | Х'юстон          | Мексика            | 1 – 1 д.ч. (5-4 п.п.) | Коста-Рика        | Кубок КОНКАКАФ 2019 - чвертьфінал | -    | 21'       |
| 3-7-2019   | Глендейл         | Гаїті              | 0 – 1 д.ч.            | Мексика           | Кубок КОНКАКАФ 2019 - півфінал    | -    |           |
| 7-7-2019   | Чикаго           | Мексика            | 1 – 0                 | США               | Кубок КОНКАКАФ 2019 - Фінал       | -    |           |
| 10-9-2019  | Сан-Антоніо      | Аргентина          | 4 – 0                 | Мексика           | товариський матч                  | -    | 90+3'     |
| 12-10-2019 | Гамільтон        | Бермудські Острови | 1 – 5                 | Мексика           | Ліга націй КОНКАКАФ 2019-2020     | -    |           |
| 16-10-2019 | Мехіко           | Мексика            | 3 – 1                 | Панама            | Ліга націй КОНКАКАФ 2019-2020     | -    | 42' (aut) |
| Усього     |                  | Матчів             | 35                    |                   | Голів                             | 0    |           |

## Досягнення
- Переможець Ігор Центральної Америки та Карибського басейну: 2014
- Володар Золотого кубка КОНКАКАФ: 2019
- Срібний призер Золотого кубка КОНКАКАФ: 2021
- Володар Кубка Мексики: 2015 (Апертура)
- Володар Суперкубка MX: 2016
- Володар Кубка Німеччини: 2017-18